# Formule 1 v roce 1971
Sezóna Formule 1 1971 byla 22. sezónou Mistrovství světa Formule 1, závodní série pořádané pod hlavičkou Mezinárodní automobilové federace (FIA). Sezóna zahrnovala 11. mistrovských a 8 nemistrovských závodů. Mistrovství světa se konalo mezi 6. březnem a 3. říjnem.
Jackie Stewart, závodící za Tyrrell, vyhrál svůj druhý šampionát jezdců. Tyrrell vyhrál svůj první a jediný pohár konstruktérů. Jejich vůz poháněl slavný Cosworth DFV V8, zatímco soupeři BRM a Ferrari využívali samostatně navržené motory V12. Mistrovský tým z roku 1970 Lotus měl po smrti svého jezdce a šampiona Jochena Rindta slabou sezónu, ve které experimentoval s motorem s plynovou turbínou a pohonem všech čtyř kol, ale skončil jen pátý v celkovém pořadí.
Dva piloti Formule 1 přišli v této sezóně o život při závodění: Pedro Rodríguez havaroval se svým Ferrari 512 v červenci při závodě Interserie na okruhu Norisringu a Jo Siffert zemřel v říjnu při ohnivé havárii během Victory Race v Brands Hatch.
Byla to první sezóna, kde v každém mistrovském závodě startovalo minimálně 22 vozů, kromě Grand Prix Monaka, kde startovalo pouze 18 vozů.

## Týmy a jezdci
| Účastník                                                                              | Konstruktér           | Šasi        | Motor                                     | Pneumatiky | Jezdci               | Závody          |
| ------------------------------------------------------------------------------------- | --------------------- | ----------- | ----------------------------------------- | ---------- | -------------------- | --------------- |
| Gold Leaf Team Lotus World Wide Racing                                                | Lotus-Ford            | 72C 72D     | Ford Cosworth DFV 3,0 V8                  | F          | Emerson Fittipaldi   | 1–3, 5–8, 10–11 |
| Gold Leaf Team Lotus World Wide Racing                                                | Lotus-Ford            | 72C 72D     | Ford Cosworth DFV 3,0 V8                  | F          | Reine Wisell         | 1–5, 7–8, 10–11 |
| Gold Leaf Team Lotus World Wide Racing                                                | Lotus-Ford            | 72C 72D     | Ford Cosworth DFV 3,0 V8                  | F          | Dave Charlton        | 4, 6            |
| Gold Leaf Team Lotus World Wide Racing                                                | Lotus-Pratt & Whitney | 56B         | Pratt & Whitney STN76 tbn                 | F          | David Walker         | 4               |
| Gold Leaf Team Lotus World Wide Racing                                                | Lotus-Pratt & Whitney | 56B         | Pratt & Whitney STN76 tbn                 | F          | Reine Wisell         | 6               |
| Gold Leaf Team Lotus World Wide Racing                                                | Lotus-Pratt & Whitney | 56B         | Pratt & Whitney STN76 tbn                 | F          | Emerson Fittipaldi   | 9               |
| Scuderia Ferrari SpA SEFAC                                                            | Ferrari               | 312B 312B2  | Ferrari 001 3,0 F12 Ferrari 001/1 3,0 F12 | F          | Jacky Ickx           | Vše             |
| Scuderia Ferrari SpA SEFAC                                                            | Ferrari               | 312B 312B2  | Ferrari 001 3,0 F12 Ferrari 001/1 3,0 F12 | F          | Clay Regazzoni       | Vše             |
| Scuderia Ferrari SpA SEFAC                                                            | Ferrari               | 312B 312B2  | Ferrari 001 3,0 F12 Ferrari 001/1 3,0 F12 | F          | Mario Andretti       | 1–4, 7, 10–11   |
| STP March Racing Team                                                                 | March-Ford            | 711         | Ford Cosworth DFV 3,0 V8                  | F          | Ronnie Peterson      | 1–4, 6–11       |
| STP March Racing Team                                                                 | March-Ford            | 711         | Ford Cosworth DFV 3,0 V8                  | F          | Alex Soler-Roig      | 1–5             |
| STP March Racing Team                                                                 | March-Ford            | 711         | Ford Cosworth DFV 3,0 V8                  | F          | Nanni Galli          | 5–6, 9–11       |
| STP March Racing Team                                                                 | March-Ford            | 711         | Ford Cosworth DFV 3,0 V8                  | F          | Niki Lauda           | 8               |
| STP March Racing Team                                                                 | March-Ford            | 711         | Ford Cosworth DFV 3,0 V8                  | F          | Mike Beuttler        | 10              |
| STP March Racing Team                                                                 | March-Alfa Romeo      | 711         | Alfa Romeo T33 3,0 V8                     | F          | Andrea de Adamich    | 1–2, 5–7, 9, 11 |
| STP March Racing Team                                                                 | March-Alfa Romeo      | 711         | Alfa Romeo T33 3,0 V8                     | F          | Nanni Galli          | 3–4, 7–8        |
| STP March Racing Team                                                                 | March-Alfa Romeo      | 711         | Alfa Romeo T33 3,0 V8                     | F          | Ronnie Peterson      | 5               |
| Elf Team Tyrrell                                                                      | Elf Tyrrell-Ford      | 001 002 003 | Ford Cosworth DFV 3,0 V8                  | G          | Jackie Stewart       | Vše             |
| Elf Team Tyrrell                                                                      | Elf Tyrrell-Ford      | 001 002 003 | Ford Cosworth DFV 3,0 V8                  | G          | François Cevert      | Vše             |
| Elf Team Tyrrell                                                                      | Elf Tyrrell-Ford      | 001 002 003 | Ford Cosworth DFV 3,0 V8                  | G          | Peter Revson         | 11              |
| Bruce McLaren Motor Racing                                                            | McLaren-Ford          | M19A M14A   | Ford Cosworth DFV 3,0 V8                  | G          | Denny Hulme          | 1–8, 10–11      |
| Bruce McLaren Motor Racing                                                            | McLaren-Ford          | M19A M14A   | Ford Cosworth DFV 3,0 V8                  | G          | Peter Gethin         | 1–7             |
| Bruce McLaren Motor Racing                                                            | McLaren-Ford          | M19A M14A   | Ford Cosworth DFV 3,0 V8                  | G          | Jackie Oliver        | 6, 8–9          |
| Penske/K.F. White Racing                                                              | McLaren-Ford          | M19A        | Ford Cosworth DFV 3,0 V8                  | G          | Mark Donohue         | 10–11           |
| Penske/K.F. White Racing                                                              | McLaren-Ford          | M19A        | Ford Cosworth DFV 3,0 V8                  | G          | David Hobbs          | 11              |
| Motor Racing Developments                                                             | Brabham-Ford          | BT33 BT34   | Ford Cosworth DFV 3,0 V8                  | G          | Graham Hill          | Vše             |
| Motor Racing Developments                                                             | Brabham-Ford          | BT33 BT34   | Ford Cosworth DFV 3,0 V8                  | G          | Tim Schenken         | 2–11            |
| Ecurie Evergreen                                                                      | Brabham-Ford          | BT33        | Ford Cosworth DFV 3,0 V8                  | G          | Chris Craft          | 10–11           |
| Scribante Lucky Strike Racing                                                         | Brabham-Ford          | BT33        | Ford Cosworth DFV 3,0 V8                  | G          | Dave Charlton        | 1               |
| Yardley Team BRM                                                                      | BRM                   | P160 P153   | BRM P142 3,0 V12                          | F          | Pedro Rodríguez      | 1–5             |
| Yardley Team BRM                                                                      | BRM                   | P160 P153   | BRM P142 3,0 V12                          | F          | Jo Siffert           | Vše             |
| Yardley Team BRM                                                                      | BRM                   | P160 P153   | BRM P142 3,0 V12                          | F          | Howden Ganley        | Vše             |
| Yardley Team BRM                                                                      | BRM                   | P160 P153   | BRM P142 3,0 V12                          | F          | Vic Elford           | 7               |
| Yardley Team BRM                                                                      | BRM                   | P160 P153   | BRM P142 3,0 V12                          | F          | Helmut Marko         | 8–11            |
| Yardley Team BRM                                                                      | BRM                   | P160 P153   | BRM P142 3,0 V12                          | F          | Peter Gethin         | 8–11            |
| Yardley Team BRM                                                                      | BRM                   | P160 P153   | BRM P142 3,0 V12                          | F          | George Eaton         | 10              |
| Yardley Team BRM                                                                      | BRM                   | P160 P153   | BRM P142 3,0 V12                          | F          | John Cannon          | 11              |
| Équipe Matra Sports                                                                   | Matra                 | MS120B      | Matra MS71 3,0 V12                        | G          | Chris Amon           | 1–7, 9–11       |
| Équipe Matra Sports                                                                   | Matra                 | MS120B      | Matra MS71 3,0 V12                        | G          | Jean-Pierre Beltoise | 2–6, 10–11      |
| Brooke Bond Oxo - Rob Walker Auto Motor und Sport Eifelland Team Surtees Team Surtees | Surtees-Ford          | TS9 TS7     | Ford Cosworth DFV 3,0 V8                  | F          | John Surtees         | Vše             |
| Brooke Bond Oxo - Rob Walker Auto Motor und Sport Eifelland Team Surtees Team Surtees | Surtees-Ford          | TS9 TS7     | Ford Cosworth DFV 3,0 V8                  | F          | Rolf Stommelen       | 1–10            |
| Brooke Bond Oxo - Rob Walker Auto Motor und Sport Eifelland Team Surtees Team Surtees | Surtees-Ford          | TS9 TS7     | Ford Cosworth DFV 3,0 V8                  | F          | Brian Redman         | 1               |
| Brooke Bond Oxo - Rob Walker Auto Motor und Sport Eifelland Team Surtees Team Surtees | Surtees-Ford          | TS9 TS7     | Ford Cosworth DFV 3,0 V8                  | F          | Derek Bell           | 6               |
| Brooke Bond Oxo - Rob Walker Auto Motor und Sport Eifelland Team Surtees Team Surtees | Surtees-Ford          | TS9 TS7     | Ford Cosworth DFV 3,0 V8                  | F          | Mike Hailwood        | 9, 11           |
| Brooke Bond Oxo - Rob Walker Auto Motor und Sport Eifelland Team Surtees Team Surtees | Surtees-Ford          | TS9 TS7     | Ford Cosworth DFV 3,0 V8                  | F          | Sam Posey            | 11              |
| Brooke Bond Oxo - Rob Walker Auto Motor und Sport Eifelland Team Surtees Team Surtees | Surtees-Ford          | TS9 TS7     | Ford Cosworth DFV 3,0 V8                  | F          | Gijs van Lennep      | 11              |
| Frank Williams Racing Cars                                                            | March-Ford            | 701 711     | Ford Cosworth DFV 3,0 V8                  | G          | Henri Pescarolo      | Vše             |
| Frank Williams Racing Cars                                                            | March-Ford            | 701 711     | Ford Cosworth DFV 3,0 V8                  | G          | Max Jean             | 5               |
| Ecurie Bonnier                                                                        | McLaren-Ford          | M7C         | Ford Cosworth DFV 3,0 V8                  | G          | Jo Bonnier           | 1, 7–9, 11      |
| Ecurie Bonnier                                                                        | McLaren-Ford          | M7C         | Ford Cosworth DFV 3,0 V8                  | G          | Helmut Marko         | 7               |
| Team Gunston                                                                          | March-Ford            | 701         | Ford Cosworth DFV 3,0 V8                  | F          | John Love            | 1               |
| Team Gunston                                                                          | Brabham-Ford          | BT26A       | Ford Cosworth DFV 3,0 V8                  | F          | Jackie Pretorius     | 1               |
| Gene Mason Racing                                                                     | March-Ford            | 711         | Ford Cosworth DFV 3,0 V8                  | F          | Skip Barber          | 3–4, 10–11      |
| Stichting Autoraces Nederland                                                         | Surtees-Ford          | TS7         | Ford Cosworth DFV 3,0 V8                  | F          | Gijs van Lennep      | 4               |
| Jo Siffert Automobiles                                                                | March-Ford            | 701         | Ford Cosworth DFV 3,0 V8                  | F          | François Mazet       | 5               |
| Clarke-Mordaunt-Guthrie Racing                                                        | March-Ford            | 711         | Ford Cosworth DFV 3,0 V8                  | F          | Mike Beuttler        | 6–9             |
| Shell Arnold Team                                                                     | March-Ford            | 701         | Ford Cosworth DFV 3,0 V8                  | G          | Jean-Pierre Jarier   | 9               |
| Jolly Club of Switzerland                                                             | Bellasi-Ford          | F1 70       | Ford Cosworth DFV 3,0 V8                  | G          | Silvio Moser         | 9               |
| Pete Lovely Volkswagen Inc.                                                           | Lotus-Ford            | 69 Special  | Ford Cosworth DFV 3,0 V8                  | F          | Pete Lovely          | 10–11           |

### Změny před sezónou
Zatímco Lotus a Tyrrell si ponechali svou sestavu z roku 1970, dále se v sestavách odehrálo poměrně hodně změn:
- Ferrari podepsalo Maria Andrettiho vedle svých jezdců z roku 1970 Jackyho Ickxe a Claye Regazzoniho.
- March podepsal zbrusu novou sestavou: Ronnie Peterson, který předtím řídil soukromě přihlášeného Marche, Àlex Soler-Roig, pro kterého to byla první jízda na plný úvazek, a Andrea de Adamich. Ital jezdil v roce 1970 s Alfou Romeo poháněnou McLarenem a spolu s projektem Alfa Romeo se pro tento rok přesunul do týmu March. Peterson a Soler-Roig mezitím nadále používali motory Cosworth.
- Jo Siffert přestoupil z týmu March do týmu BRM, vedle stálého jezdce Pedra Rodrígueze a debutanta Howdena Ganleyho.
- Jack Brabham přestal závodit a najal dvojnásobného šampiona Grahama Hilla, aby jezdil za jeho tým. Ve druhém monopostu byl místo Rolfa Stommelena najat Tim Schenken, který se přestěhoval do týmu Surtees. Schenken předtím jezdil za tým Franka Williamse, ale přilákal Henri Pescarola z Matry. Williams také přešel ze šasi De Tomaso na March.

### Změny během sezóny
- Andrea de Adamich sdílel pohon March-Alfa Romeo s Italem Nanni Gallim. Galli také nahradil Àlexe Soler-Roiga, když Španěl opustil tým.[3] Při Grand Prix Rakouska debutoval budoucí šampion Niki Lauda.
- Lotus experimentoval s vozem 56B s pohonem všech čtyř kol, poháněným plynovou turbínou. Přestože motor nedosáhl konkrétního úspěchu, vynikající šasi a klínovitá karoserie v nadcházejících letech posloužily jako inspirace pro několik vítězných týmů v šampionátu.
- Dne 11. července byl na Norisringu v Norimberku v Západním Německu zabit Pedro Rodríguez, když řídil Ferrari 512 M v závodě sportovních vozů Interserie. V té době byl čtvrtý v šampionátu Formule 1.
- Před Grand Prix Rakouska přešel Peter Gethin z McLarenu do BRM. Jeho místo obsadil Jackie Oliver a poté Mark Donohue. Pro Gethina to vypadalo jako úspěšný krok, protože jen o měsíc později vyhrál Grand Prix Itálie s nejvyšší průměrnou rychlostí v historii Formule 1. Ukázalo se však, že to bylo jeho jediné umístění na stupních vítězů a ironicky nikdy nevedl ani kolo, když v posledním kole tohoto závodu v Monze poskočil ze čtvrtého místa na první.

## Kalendář
| Pořadí | Grand Prix                       | Okruh                                | Datum        |
| ------ | -------------------------------- | ------------------------------------ | ------------ |
| 1      | Grand Prix Jihoafrické republiky | Kyalami Grand Prix Circuit, Midrand  | 6. březen    |
| 2      | Grand Prix Španělska             | Montjuïc circuit, Barcelona          | 18. duben    |
| 3      | Grand Prix Monaka                | Circuit de Monaco, Monte Carlo       | 23. květen   |
| 4      | Grand Prix Nizozemska            | Circuit Zandvoort, Zandvoort         | 20. červen   |
| 5      | Grand Prix Francie               | Paul Ricard Circuit, Le Castellet    | 4. červenec  |
| 6      | Grand Prix Velké Británie        | Silverstone Circuit, Silverstone     | 17. červenec |
| 7      | Grand Prix Německa               | Nürburgring, Nürburg                 | 1. srpen     |
| 8      | Grand Prix Rakouska              | Österreichring, Spielberg            | 15. srpen    |
| 9      | Grand Prix Itálie                | Autodromo Nazionale di Monza, Monza  | 5. září      |
| 10     | Grand Prix Kanady                | Mosport Park, Bowmanville            | 19. září     |
| 11     | Grand Prix USA                   | Watkins Glen International, New York | 3. říjen     |

### Změny v kalendáři
- Grand Prix Španělska byla přesunuta z Jaramy do Montjuïc v rámci střídání události mezi dvěma okruhy. Stejně tak byla Grand Prix Velké Británie přesunuta z Brands Hatch na Silverstone a Grand Prix Kanady byla přesunuta z Mont-Tremblant do Mosport Parku.
- Grand Prix Francie byla přesunuta z okruhu Charade na nově vybudovaný okruh Paula Ricarda.
- Grand Prix Německa se vrátila na Nürburgring po zásadních bezpečnostních změnách na okruhu. Akace byla přesunuta na Hockenheimring v roce 1970 poté, co jezdci odmítli závodit na Nürburgringu ve stavu, v jakém byl.

### Zrušené závody
- Grand Prix Argentiny byla pravděpodobně omylem uvedena v předběžném kalendáři plánovaném na 24. ledna. Okruh Autódromo Oscar y Juan Gálvez se však po desetileté nepřítomnosti musel nejprve osvědčit v závodě mimo Formuli 1.[4]
- Grand Prix Belgie byla původně naplánována na 6. června, ale byla zrušena, protože majitelé tratí a úřady nedokázaly uvést okruh Circuit de Spa-Francorchamps do souladu s povinnými bezpečnostními standardy, což znamenalo, že venkovský okruh byl považován za nevhodný pro závody vozů Formule 1.
- Grand Prix Mexika byla původně naplánována na 24. října, ale v srpnu byla zrušena kvůli organizačním problémům a nezájmu kvůli nedávné smrti mexického jezdce Pedra Rodrígueze. Dále se objevily velké obavy o bezpečnost návštěvníků, které vyvstaly z Grand Prix Mexika 1970.[4]

## Změny předpisů

### Sportovní předpisy
Maximální závodní vzdálenost pro Grand Prix byla snížena ze 400 km na 325 km.

### Bezpečnostní předpisy
Bylo nařízeno, že jezdec by měl být schopen se evakuovat nebo být evakuován ze svého kokpitu do 5 sekund.

## Výsledky a pořadí

### Grands Prix
| Pořadí | Grand Prix                       | Pole position  | Nejrychlejší kolo | Vítěz závodu    | Vítězný tým  | Pneumatiky | Výsledky |
| ------ | -------------------------------- | -------------- | ----------------- | --------------- | ------------ | ---------- | -------- |
| 1      | Grand Prix Jihoafrické republiky | Jackie Stewart | Mario Andretti    | Mario Andretti  | Ferrari      | F          | Výsledky |
| 2      | Grand Prix Španělska             | Jacky Ickx     | Jacky Ickx        | Jackie Stewart  | Tyrrell-Ford | G          | Výsledky |
| 3      | Grand Prix Monaka                | Jackie Stewart | Jackie Stewart    | Jackie Stewart  | Tyrrell-Ford | G          | Výsledky |
| 4      | Grand Prix Nizozemska            | Jacky Ickx     | Jacky Ickx        | Jacky Ickx      | Ferrari      | F          | Výsledky |
| 5      | Grand Prix Francie               | Jackie Stewart | Jackie Stewart    | Jackie Stewart  | Tyrrell-Ford | G          | Výsledky |
| 6      | Grand Prix Velké Británie        | Clay Regazzoni | Jackie Stewart    | Jackie Stewart  | Tyrrell-Ford | G          | Výsledky |
| 7      | Grand Prix Německa               | Jackie Stewart | François Cevert   | Jackie Stewart  | Tyrrell-Ford | G          | Výsledky |
| 8      | Grand Prix Rakouska              | Jo Siffert     | Jo Siffert        | Jo Siffert      | BRM          | F          | Výsledky |
| 9      | Grand Prix Itálie                | Chris Amon     | Henri Pescarolo   | Peter Gethin    | BRM          | F          | Výsledky |
| 10     | Grand Prix Kanady                | Jackie Stewart | Denny Hulme       | Jackie Stewart  | Tyrrell-Ford | G          | Výsledky |
| 11     | Grand Prix USA                   | Jackie Stewart | Jacky Ickx        | François Cevert | Tyrrell-Ford | G          | Výsledky |

### Bodový systém
Body získalo šest nejlepších klasifikovaných jezdců. Mezinárodní pohár konstruktérů započítával pouze body jezdce s nejvyšším umístěním v každém závodě. Pro Mistrovství i Pohár se počítalo pět nejlepších výsledků z kol 1-6 a čtyři nejlepší výsledky z kol 7-11.
Čísla bez závorek jsou mistrovské body a čísla v závorkách představují celkový počet získaných bodů. Body byly udělovány v následujícím systému:
| Umístění | 1. | 2. | 3. | 4. | 5. | 6. |
| -------- | -- | -- | -- | -- | -- | -- |
| Body     | 9  | 6  | 4  | 3  | 2  | 1  |
| Zdroj:   |    |    |    |    |    |    |

### Pořadí jedzců
| Poř. | Jezdec               | RSA | ESP | MON | NED | FRA | GBR | GER | AUT | ITA | CAN | USA | Body |
| ---- | -------------------- | --- | --- | --- | --- | --- | --- | --- | --- | --- | --- | --- | ---- |
| 1    | Jackie Stewart       | 2   | 1   | 1   | 11  | 1   | 1   | 1   | Ret | Ret | 1   | 5   | 62   |
| 2    | Ronnie Peterson      | 10  | Ret | 2   | 4   | Ret | 2   | 5   | 8   | 2   | 2   | 3   | 33   |
| 3    | François Cevert      | Ret | 7   | Ret | Ret | 2   | 10  | 2   | Ret | 3   | 6   | 1   | 26   |
| 4    | Jacky Ickx           | 8   | 2   | 3   | 1   | Ret | Ret | Ret | Ret | Ret | 8   | Ret | 19   |
| 5    | Jo Siffert           | Ret | Ret | Ret | 6   | 4   | 9   | DSQ | 1   | 9   | 9   | 2   | 19   |
| 6    | Emerson Fittipaldi   | Ret | Ret | 5   |     | 3   | 3   | Ret | 2   | 8   | 7   | NC  | 16   |
| 7    | Clay Regazzoni       | 3   | Ret | Ret | 3   | Ret | Ret | 3   | Ret | Ret | Ret | 6   | 13   |
| 8    | Mario Andretti       | 1   | Ret | DNQ | Ret |     |     | 4   |     |     | 13  | DNS | 12   |
| 9    | Peter Gethin         | Ret | 8   | Ret | NC  | 9   | Ret | Ret | 10  | 1   | 14  | 9   | 9    |
| 10   | Pedro Rodríguez      | Ret | 4   | 9   | 2   | Ret |     |     |     |     |     |     | 9    |
| 11   | Chris Amon           | 5   | 3   | Ret | Ret | 5   | Ret | Ret |     | 6   | 10  | 12  | 9    |
| 12   | Reine Wisell         | 4   | NC  | Ret | DSQ | 6   | NC  | 8   | 4   |     | 5   | Ret | 9    |
| 13   | Denny Hulme          | 6   | 5   | 4   | 12  | Ret | Ret | Ret | Ret |     | 4   | Ret | 9    |
| 14   | Tim Schenken         |     | 9   | 10  | Ret | 12  | 12  | 6   | 3   | Ret | Ret | Ret | 5    |
| 15   | Howden Ganley        | Ret | 10  | DNQ | 7   | 10  | 8   | Ret | Ret | 5   | DNS | 4   | 5    |
| 16   | Mark Donohue         |     |     |     |     |     |     |     |     |     | 3   | DNS | 4    |
| 17   | Henri Pescarolo      | 11  | Ret | 8   | NC  | Ret | 4   | Ret | 6   | Ret | DNS | Ret | 4    |
| 18   | Mike Hailwood        |     |     |     |     |     |     |     |     | 4   |     | 15  | 3    |
| 19   | John Surtees         | Ret | 11  | 7   | 5   | 8   | 6   | 7   | Ret | Ret | 11  | 17  | 3    |
| 20   | Rolf Stommelen       | 12  | Ret | 6   | DSQ | 11  | 5   | 10  | 7   | DNS | Ret |     | 3    |
| 21   | Graham Hill          | 9   | Ret | Ret | 10  | Ret | Ret | 9   | 5   | Ret | Ret | 7   | 2    |
| 22   | Jean-Pierre Beltoise |     | 6   | Ret | 9   | 7   | 7   |     |     |     | Ret | 8   | 1    |
| —    | Jackie Oliver        |     |     |     |     |     | Ret |     | 9   | 7   |     |     | 0    |
| —    | Brian Redman         | 7   |     |     |     |     |     |     |     |     |     |     | 0    |
| —    | Gijs van Lennep      |     |     |     | 8   |     |     |     |     |     |     | DNS | 0    |
| —    | Jo Bonnier           | Ret |     |     |     |     |     | DNQ | DNS | 10  |     | 16  | 0    |
| —    | David Hobbs          |     |     |     |     |     |     |     |     |     |     | 10  | 0    |
| —    | Nanni Galli          |     |     | DNQ | Ret | DNS | 11  | 12  | 12  | Ret | 16  | Ret | 0    |
| —    | Helmut Marko         |     |     |     |     |     |     | DNS | 11  | Ret | 12  | 13  | 0    |
| —    | Andrea de Adamich    | 13  | Ret |     |     | Ret | NC  | Ret |     | Ret |     | 11  | 0    |
| —    | Vic Elford           |     |     |     |     |     |     | 11  |     |     |     |     | 0    |
| —    | François Mazet       |     |     |     |     | 13  |     |     |     |     |     |     | 0    |
| —    | John Cannon          |     |     |     |     |     |     |     |     |     |     | 14  | 0    |
| —    | George Eaton         |     |     |     |     |     |     |     |     |     | 15  |     | 0    |
| —    | Mike Beuttler        |     |     |     |     |     | Ret | DSQ | NC  | Ret | NC  |     | 0    |
| —    | Skip Barber          |     |     | DNQ | NC  |     |     |     |     |     | Ret | NC  | 0    |
| —    | Pete Lovely          |     |     |     |     |     |     |     |     |     | NC  | NC  | 0    |
| —    | Max Jean             |     |     |     |     | NC  |     |     |     |     |     |     | 0    |
| —    | Jean-Pierre Jarier   |     |     |     |     |     |     |     |     | NC  |     |     | 0    |
| —    | Alex Soler-Roig      | Ret | Ret | DNQ | Ret | Ret |     |     |     |     |     |     | 0    |
| —    | Dave Charlton        | Ret |     |     | DNS |     | Ret |     |     |     |     |     | 0    |
| —    | Chris Craft          |     |     |     |     |     |     |     |     |     | DNQ | Ret | 0    |
| —    | John Love            | Ret |     |     |     |     |     |     |     |     |     |     | 0    |
| —    | Jackie Pretorius     | Ret |     |     |     |     |     |     |     |     |     |     | 0    |
| —    | David Walker         |     |     |     | Ret |     |     |     |     |     |     |     | 0    |
| —    | Derek Bell           |     |     |     |     |     | Ret |     |     |     |     |     | 0    |
| —    | Niki Lauda           |     |     |     |     |     |     |     | Ret |     |     |     | 0    |
| —    | Silvio Moser         |     |     |     |     |     |     |     |     | Ret |     |     | 0    |
| —    | Sam Posey            |     |     |     |     |     |     |     |     |     |     | Ret | 0    |
| —    | Peter Revson         |     |     |     |     |     |     |     |     |     |     | Ret | 0    |
| Poř. | Jezdec               | RSA | ESP | MON | NED | FRA | GBR | GER | AUT | ITA | CAN | USA | Body |

| Legenda k tabulce | Legenda k tabulce                                                                       |
| Barva             | Výsledek                                                                                |
| ----------------- | --------------------------------------------------------------------------------------- |
| Zlatá             | Vítěz                                                                                   |
| Stříbrná          | 2. místo                                                                                |
| Bronzová          | 3. místo                                                                                |
| Zelená            | Bodované umístění                                                                       |
| Modrá             | Nebodované umístění                                                                     |
| Modrá             | Dokončil neklasifikován (NC)                                                            |
| Fialová           | Odstoupil (Ret)                                                                         |
| Červená           | Nekvalifikoval se (DNQ)                                                                 |
| Červená           | Nepředkvalifikoval se (DNPQ)                                                            |
| Černá             | Diskvalifikován (DSQ)                                                                   |
| Bílá              | Nestartoval (DNS)                                                                       |
| Bílá              | Závod zrušen (C)                                                                        |
| Světle modrá      | Pouze trénoval (PO)                                                                     |
| Světle modrá      | Páteční testovací jezdec (TD)                                                           |
| Bez barvy         | Netrénoval (DNP)                                                                        |
| Bez barvy         | Vyřazen (EX)                                                                            |
| Bez barvy         | Nepřijel (DNA)                                                                          |
| Bez barvy         | Odvolal účast (WD)                                                                      |
| Bez barvy         | Nezúčastnil se (prázdné)                                                                |
| Označení          | Význam                                                                                  |
| Tučnost           | Pole position                                                                           |
| Kurzíva           | Nejrychlejší kolo                                                                       |
| †                 | Jezdec nedojel do cíle, ale byl klasifikován, protože odjel více než 90 % délky závodu. |
| ‡                 | Byl udělován poloviční počet bodů, protože bylo odjeto méně než 75 % délky závodu.      |
| Horní index       | Umístění bodujících jezdců ve sprintu                                                   |

### Pořadí konstruktérů
| Poř. | Konstruktér           | RSA | ESP | MON | NED | FRA | GBR | GER | AUT | ITA | CAN | USA | Body    |
| ---- | --------------------- | --- | --- | --- | --- | --- | --- | --- | --- | --- | --- | --- | ------- |
| 1    | Tyrrell-Ford          | 2   | 1   | 1   | 11  | 1   | 1   | 1   | Ret | 3   | 1   | 1   | 73      |
| 2    | BRM                   | Ret | 4   | 9   | 2   | 4   | 8   | 11  | 1   | 1   | 9   | 2   | 36      |
| 3    | Ferrari               | 1   | 2   | 3   | 1   | Ret | Ret | 3   | Ret | Ret | 8   | 6   | 33      |
| 4    | March-Ford            | 10  | Ret | 2   | 4   | 13  | 2   | 5   | (6) | 2   | 2   | 3   | 33 (34) |
| 5    | Lotus-Ford            | 4   | NC  | 5   | DSQ | 3   | 3   | 8   | 2   |     | 5   | NC  | 21      |
| 6    | McLaren-Ford          | 6   | 5   | 4   | 12  | 9   | Ret | Ret | 9   | 7   | 3   | 10  | 10      |
| 7    | Matra                 | 5   | 3   | Ret | 9   | 5   | 7   | Ret |     | 6   | 10  | 8   | 9       |
| 8    | Surtees-Ford          | 7   | 11  | 6   | 5   | 8   | 5   | 7   | 7   | 4   | 11  | 15  | 8       |
| 9    | Brabham-Ford          | 9   | 9   | 10  | 10  | 12  | 12  | 6   | 3   | Ret | Ret | 7   | 5       |
| —    | Lotus-Pratt & Whitney |     |     |     | Ret |     | NC  |     |     | 8   |     |     | 0       |
| —    | March-Alfa Romeo      | 13  | Ret | DNQ | Ret | Ret | NC  | 12  | 12  | Ret |     | 11  | 0       |
| —    | Bellasi-Ford          |     |     |     |     |     |     |     |     | Ret |     |     | 0       |
| Poř. | Konstruktér           | RSA | ESP | MON | NED | FRA | GBR | GER | AUT | ITA | CAN | USA | Body    |

| Legenda k tabulce | Legenda k tabulce                                                                       |
| Barva             | Výsledek                                                                                |
| ----------------- | --------------------------------------------------------------------------------------- |
| Zlatá             | Vítěz                                                                                   |
| Stříbrná          | 2. místo                                                                                |
| Bronzová          | 3. místo                                                                                |
| Zelená            | Bodované umístění                                                                       |
| Modrá             | Nebodované umístění                                                                     |
| Modrá             | Dokončil neklasifikován (NC)                                                            |
| Fialová           | Odstoupil (Ret)                                                                         |
| Červená           | Nekvalifikoval se (DNQ)                                                                 |
| Červená           | Nepředkvalifikoval se (DNPQ)                                                            |
| Černá             | Diskvalifikován (DSQ)                                                                   |
| Bílá              | Nestartoval (DNS)                                                                       |
| Bílá              | Závod zrušen (C)                                                                        |
| Světle modrá      | Pouze trénoval (PO)                                                                     |
| Světle modrá      | Páteční testovací jezdec (TD)                                                           |
| Bez barvy         | Netrénoval (DNP)                                                                        |
| Bez barvy         | Vyřazen (EX)                                                                            |
| Bez barvy         | Nepřijel (DNA)                                                                          |
| Bez barvy         | Odvolal účast (WD)                                                                      |
| Bez barvy         | Nezúčastnil se (prázdné)                                                                |
| Označení          | Význam                                                                                  |
| Tučnost           | Pole position                                                                           |
| Kurzíva           | Nejrychlejší kolo                                                                       |
| †                 | Jezdec nedojel do cíle, ale byl klasifikován, protože odjel více než 90 % délky závodu. |
| ‡                 | Byl udělován poloviční počet bodů, protože bylo odjeto méně než 75 % délky závodu.      |
| Horní index       | Umístění bodujících jezdců ve sprintu                                                   |

- Tučné výsledky se započítávají do součtů šampionátu.

## Nemistrovské závody
V roce 1971 se také konala řada dalších závodů Formule 1, které se do mistrovství světa nepočítaly. Grand Prix Questor a poslední tři britské závody byly otevřeny pro vozy Formule 1 i Formule 5000.
| Závod                             | Okruh                  | Datum      | Vítěz závodu    | Vítězný konstruktér |
| --------------------------------- | ---------------------- | ---------- | --------------- | ------------------- |
| XIV Grand Prix Argentiny          | Buenos Aires           | 24. leden  | Chris Amon      | Matra               |
| VI Race of Champions              | Brands Hatch           | 21. březen | Clay Regazzoni  | Ferrari             |
| Questor Grand Prix                | Ontario Motor Speedway | 28. březen | Mario Andretti  | Ferrari             |
| XII Spring Trophy                 | Oulton Park            | 9. duben   | Pedro Rodriguez | BRM                 |
| XXIII BRDC International Trophy   | Silverstone            | 8. květen  | Graham Hill     | Brabham-Cosworth    |
| Jochen Rindt Gedächtnisrennen     | Hockenheim             | 13. červen | Jacky Ickx      | Ferrari             |
| XVIII International Gold Cup      | Oulton Park            | 22. srpen  | John Surtees    | Surtees-Cosworth    |
| I World Championship Victory Race | Brands Hatch           | 24. říjen  | Peter Gethin    | BRM                 |